# Concurso "Shooting Stars" de la NBA
El Concurso "Shooting Stars" de la NBA fue uno de los eventos del All-Star Weekend de la NBA. Se celebró desde la edición de 2004 en Los Ángeles hasta el 2015, y en él participaban cuatro equipos compuestos por un jugador de la NBA, una leyenda del club y una jugadora de la WNBA perteneciente al equipo de la misma ciudad. Los equipos debían completar una serie de seis lanzamientos desde distintas posiciones, incrementándose la dificultad y la distancia en cada uno de ellos hasta llegar al lanzamiento final desde el centro de la cancha. Solo podía tirar un jugador por posición, salvo en el lanzamiento desde la mitad del campo que podían intentarlo los tres.

## Campeones anteriores
- 2004 : Los Ángeles : Derek Fisher, Lisa Leslie, Magic Johnson  (43.9 segundos)
- 2005 : Phoenix: Shawn Marion, Diana Taurasi, Dan Majerle  (28 segundos)
- 2006 : San Antonio: Tony Parker, Kendra Wecker, Steve Kerr Kevin Reyes (25.1 segundos) ---> récord
- 2007 : Detroit: Chauncey Billups, Swin Cash, Bill Laimbeer  (50.5 segundos)
- 2008 : San Antonio: Tim Duncan, Becky Hammon, David Robinson (35.8 segundos)
- 2009 : Detroit: Arron Afflalo, Katie Smith, Bill Laimbeer (58.4 segundos)
- 2010 : Texas (Dallas/San Antonio/Houston): Dirk Nowitzki, Becky Hammon, Kenny Smith (34.3 segundos)
- 2011 : Atlanta: Al Horford, Coco Miller, Steve Smith (1 minuto y 10 segundos)
- 2012 : Nueva York: Landry Fields, Cappie Pondexter, Allan Houston (37,3 segundos)
- 2013 : Team Bosh: Chris Bosh, Swin Cash, Dominique Wilkins (1 minuto y 29 segundos)
- 2014 : Team Bosh: Chris Bosh, Swin Cash, Dominique Wilkins (31.4 segundos)
- 2015 : Team Bosh: Chris Bosh, Swin Cash, Dominique Wilkins (57.6 segundos)

## Finalistas
- 2004 - 2. San Antonio, 3. Los Ángeles (Clippers), 4. Detroit
- 2005 - 2. Denver, 3. Detroit, 4. Los Ángeles (Lakers)
- 2006 - 2. Los Ángeles (Lakers), 3. Houston, 4. Phoenix
- 2007 - 2. Chicago, 3. San Antonio, 4. Los Ángeles (Lakers)
- 2008 - 2. Chicago, 3. Phoenix, 4. Detroit
- 2009 - 2. Phoenix, 3. San Antonio, 4. Los Ángeles (Lakers)
- 2010 - 2. Los Ángeles (Clippers/Lakers), 3. Sacramento, 4. Atlanta
- 2011 - 2. Texas (Dallas/San Antonio/Houston), 3. Los Ángeles (Lakers), 4. Chicago
- 2012 - 2. Texas (San Antonio/Houston), 3. Atlanta, 4. Orlando
- 2013 - 2. Team Westbrook, 3. Team Harden, 4. Team Lopez
- 2014 - 2. Team Durant, 3. Team Curry, 4. Team Hardaway
- 2015 : 2. Team Westbrook, 3. Team Curry, 4. Team Millsap

## Apariciones/Títulos
Más apariciones
| Número | Ciudad o Nombre                        |
| ------ | -------------------------------------- |
| 7      | Los Angeles (Lakers)                   |
| 7      | San Antonio (3 as Texas)               |
| 5      | Detroit                                |
| 4      | Houston (3 as Texas)                   |
| 4      | Phoenix                                |
| 3      | Atlanta                                |
| 3      | Chicago                                |
| 3      | Equipo Bosh (con Bosh, Cash & Wilkins) |
| 2      | Dallas (2 as Texas)                    |
| 2      | Los Angeles (Clippers)                 |
| 1      | Denver                                 |
| 1      | New York                               |
| 1      | Orlando                                |
| 1      | Sacramento                             |
| 1      | Team Durant                            |
| 1      | Team Hardaway                          |
| 1      | Team Harden                            |
| 1      | Team Lopez                             |
| 1      | Team Millsap                           |

Más títulos
| Número | Ciudad o Nombre                        |
| ------ | -------------------------------------- |
| 3      | Equipo Bosh (con Bosh, Cash & Wilkins) |
| 3      | San Antonio (1 como Texas)             |
| 2      | Detroit                                |
| 1      | Atlanta                                |
| 1      | Dallas (1 como Texas)                  |
| 1      | Houston (1 como Texas)                 |
| 1      | Los Angeles (Lakers)                   |
| 1      | New York                               |
| 1      | Phoenix                                |